# Costa Ricaans voetbalelftal in 2010
Het Costa Ricaans voetbalelftal speelde in totaal tien interlands in het jaar 2010, alle vriendschappelijk. De selectie stond onder leiding van achtereenvolgens Rónald González en Ricardo La Volpe. Op de FIFA-wereldranglijst zakte Costa Rica in 2010 van de 44ste (januari 2010) naar de 69ste plaats (december 2010).

## Balans
| Wedstrijden | Wedstrijden | Wedstrijden | Wedstrijden | Doelpunten | Doelpunten | Doelpunten | Punten |
| Gespeeld    | Winst       | Gelijk      | Verlies     | Voor       | Tegen      | Saldo      | Punten |
| ----------- | ----------- | ----------- | ----------- | ---------- | ---------- | ---------- | ------ |
| 10          | 2           | 2           | 6           | 8          | 16         | –8         | 0.600  |

## Interlands
|                                                                 |                                                      |       |                                          | |
| 26 januari Vriendschappelijk № 545 «onderlinge duels» 20:00 uur | Argentinië                                           | 3 – 2 | Costa Rica                               | Estadio Ingeniero Hilario Sánchez, San Juan Toeschouwers: 34.000 Scheidsrechter: Carlos Amarilla (PAR) |
| 26 januari Vriendschappelijk № 545 «onderlinge duels» 20:00 uur | José Sosa 10' Guillermo Burdisso 17' Franco Jara 78' |       | 20' Michael Barrantes 76' Diego Madrigal | Estadio Ingeniero Hilario Sánchez, San Juan Toeschouwers: 34.000 Scheidsrechter: Carlos Amarilla (PAR) |

|                                                             |                                                  |       |                      |                                                                                            |
| 26 mei Vriendschappelijk № 546 «onderlinge duels» 21:00 uur | Frankrijk                                        | 2 – 1 | Costa Rica           | Stade Félix Bollaert, Lens Toeschouwers: 40.000 Scheidsrechter: Vladislav Bezborodov (RUS) |
| 26 mei Vriendschappelijk № 546 «onderlinge duels» 21:00 uur | Douglas Sequeira 22' (e.d.) Mathieu Valbuena 83' |       | 11' Carlos Hernández | Stade Félix Bollaert, Lens Toeschouwers: 40.000 Scheidsrechter: Vladislav Bezborodov (RUS) |

|                                                             |             |                   |            |                                                                                       |
| 1 juni Vriendschappelijk № 547 «onderlinge duels» 19:15 uur | Zwitserland | 0 – 1             | Costa Rica | Stade de Tourbillon, Sion Toeschouwers: 11.300 Scheidsrechter: Anthony Buttimer (IRL) |
| 1 juni Vriendschappelijk № 547 «onderlinge duels» 19:15 uur |             | 57' Winston Parks |            | Stade de Tourbillon, Sion Toeschouwers: 11.300 Scheidsrechter: Anthony Buttimer (IRL) |

|                                                             |                                                                           |       |            |                                                                                        |
| 5 juni Vriendschappelijk № 548 «onderlinge duels» 14:00 uur | Slowakije                                                                 | 3 – 0 | Costa Rica | Štadión Pasienky, Bratislava Toeschouwers: 12.000 Scheidsrechter: Stefan Messner (AUT) |
| 5 juni Vriendschappelijk № 548 «onderlinge duels» 14:00 uur | Douglas Sequeira 16' (e.d.) Róbert Vittek 47' Stanislav Šesták 86' (pen.) |       |            | Štadión Pasienky, Bratislava Toeschouwers: 12.000 Scheidsrechter: Stefan Messner (AUT) |

|                                                                  |                                      |       |            | |
| 11 augustus Vriendschappelijk № 549 «onderlinge duels» 20:30 uur | Paraguay                             | 2 – 0 | Costa Rica | Estadio Defensores del Chaco, Asunción Toeschouwers: 22.000 Scheidsrechter: Federico Beligoy (ARG) |
| 11 augustus Vriendschappelijk № 549 «onderlinge duels» 20:30 uur | Enrique Vera 8' Cristian Riveros 73' |       |            | Estadio Defensores del Chaco, Asunción Toeschouwers: 22.000 Scheidsrechter: Federico Beligoy (ARG) |

|                                                                  |                                 |       |                                         |                                                                                                  |
| 3 september Vriendschappelijk № 550 «onderlinge duels» 21:00 uur | Panama                          | 2 – 2 | Costa Rica                              | Estadio Rommel Fernández, Panama-Stad Toeschouwers: 25.463 Scheidsrechter: Paul Delgadillo (MEX) |
| 3 september Vriendschappelijk № 550 «onderlinge duels» 21:00 uur | Luis Tejada 28' Luis Tejada 39' |       | 9' Michael Barrantes 52' Álvaro Saborío | Estadio Rommel Fernández, Panama-Stad Toeschouwers: 25.463 Scheidsrechter: Paul Delgadillo (MEX) |

|                                                                  |                  |       |            |                                                                                    |
| 5 september Vriendschappelijk № 551 «onderlinge duels» 20:00 uur | Jamaica          | 1 – 0 | Costa Rica | Independence Park, Kingston Toeschouwers: 12.000 Scheidsrechter: Neal Brizan (TRI) |
| 5 september Vriendschappelijk № 551 «onderlinge duels» 20:00 uur | Ryan Johnson 66' |       |            | Independence Park, Kingston Toeschouwers: 12.000 Scheidsrechter: Neal Brizan (TRI) |

|                                                                |                                   |       |            |                                                                                          |
| 8 oktober Vriendschappelijk № 552 «onderlinge duels» 18:00 uur | Peru                              | 2 – 0 | Costa Rica | Estadio Alejandro Villanueva, Lima Toeschouwers: 29.000 Scheidsrechter: Omar Ponce (ECU) |
| 8 oktober Vriendschappelijk № 552 «onderlinge duels» 18:00 uur | Luis Ramírez 4' Hernán Rengifo 6' |       |            | Estadio Alejandro Villanueva, Lima Toeschouwers: 29.000 Scheidsrechter: Omar Ponce (ECU) |

|                                                                 |                                     |       |                   |                                                                                                  |
| 12 oktober Vriendschappelijk № 553 «onderlinge duels» 19:00 uur | Costa Rica                          | 2 – 1 | El Salvador       | Estadio Carlos Ugalde Álvarez, Quesada Toeschouwers: 6.000 Scheidsrechter: Luis de la Rosa (PAN) |
| 12 oktober Vriendschappelijk № 553 «onderlinge duels» 19:00 uur | José Sánchez 12' Josué Martínez 86' |       | 53' Rafael Burgos | Estadio Carlos Ugalde Álvarez, Quesada Toeschouwers: 6.000 Scheidsrechter: Luis de la Rosa (PAN) |

|                                                                  |         |       |            |                                                                                          |
| 16 november Vriendschappelijk № 554 «onderlinge duels» 20:00 uur | Jamaica | 0 – 0 | Costa Rica | Lockhart Stadium, Fort Lauderdale Toeschouwers: 16.000 Scheidsrechter: Chris Renso (USA) |
| 16 november Vriendschappelijk № 554 «onderlinge duels» 20:00 uur |         |       |            | Lockhart Stadium, Fort Lauderdale Toeschouwers: 16.000 Scheidsrechter: Chris Renso (USA) |

## FIFA-wereldranglijst
| JAN | FEB | MAR | APR | MEI | JUN | JUL | AUG | SEP | OKT | NOV | DEC |
| --- | --- | --- | --- | --- | --- | --- | --- | --- | --- | --- | --- |
| 44  | 45  | 42  | 42  | 40  | 40  | 49  | 53  | 53  | 66  | 63  | 69  |

## Statistieken
| Keylor Navas        | 1986-12-15 | Albacete Balompié  | 5 | 0 | 0 |    |   |
| Patrick Pemberton   | 1982-04-24 | LD Alajuelense     | 2 | 0 | 0 |    |   |
| Esteban Alvarado    | 1989-04-28 | AZ Alkmaar         | 1 | 0 | 0 |    |   |
| Víctor Bolívar      | 1983-09-30 | CD Saprissa        | 1 | 0 | 0 |    |   |
| Adrian de Lemos     | 1982-10-13 | Pérez Zeledón      | 1 | 0 | 0 |    |   |
| Verdediging         |            |                    |   |   |   |    |   |
| Júnior Díaz         | 1983-09-12 | Club Brugge        | 5 | 0 | 0 |    |   |
| Douglas Sequeira    | 1977-08-23 | CD Saprissa        | 5 | 0 | 0 | 42 | 2 |
| Roy Miller          | 1984-11-24 | New York RB        | 4 | 0 | 0 |    |   |
| Heiner Mora         | 1984-06-20 | Santos Guápiles    | 3 | 0 | 0 |    |   |
| Roy Myrie           | 1982-08-21 | KAA Gent           | 3 | 0 | 0 |    |   |
| Bryan Oviedo        | 1990-02-18 | FC Nordsjælland    | 3 | 0 | 0 |    |   |
| Gonzalo Segares     | 1982-10-13 | Chicago Fire       | 3 | 0 | 0 |    |   |
| José Mena           | 1989-02-02 | CD Saprissa        | 2 | 3 | 0 |    |   |
| Giancarlo González  | 1988-02-08 | LD Alajuelense     | 2 | 1 | 0 |    |   |
| Gabriel Badilla     | 1984-06-30 | CD Saprissa        | 2 | 0 | 0 |    |   |
| Michael Umaña       | 1982-07-16 | CD Chivas USA      | 2 | 0 | 0 |    |   |
| Christopher Meneses | 1990-05-02 | LD Alajuelense     | 1 | 2 | 0 |    |   |
| Darío Delgado       | 1985-12-14 | M Puntarenas       | 1 | 0 | 0 |    |   |
| Óscar Duarte        | 1989-06-03 | CD Saprissa        | 1 | 0 | 0 |    |   |
| Esteban Maitland    | 1986-02-16 | Brujas FC Escazu   | 1 | 0 | 0 |    |   |
| Roy Smith           | 1990-04-19 | Brujas FC Escazu   | 0 | 2 | 0 |    |   |
| Middenveld          |            |                    |   |   |   |    |   |
| Michael Barrantes   | 1983-10-04 | Aalesunds FK       | 9 | 0 | 2 |    |   |
| Carlos Hernández    | 1982-04-09 | Melbourne Victory  | 3 | 0 | 1 |    |   |
| Randall Azofeifa    | 1984-12-30 | Gençlerbirliği     | 3 | 0 | 0 |    |   |
| Celso Borges        | 1988-05-27 | Fredrikstad FK     | 3 | 0 | 0 |    |   |
| Manfred Russell     | 1988-09-23 | AD San Carlos      | 2 | 3 | 0 |    |   |
| Cristian Gamboa     | 1989-10-24 | Fredrikstad FK     | 2 | 2 | 0 |    |   |
| Bismark Acosta      | 1986-12-19 | CS Herediano       | 2 | 0 | 0 |    |   |
| Armando Alonso      | 1984-03-21 | CD Saprissa        | 2 | 0 | 0 |    |   |
| Ricardo Blanco      | 1989-05-12 | CD Saprissa        | 2 | 0 | 0 |    |   |
| Pablo Herrera       | 1987-02-14 | Aalesunds FK       | 2 | 0 | 0 |    |   |
| David Guzmán        | 1990-02-18 | CD Saprissa        | 1 | 4 | 0 |    |   |
| Juan Guzmán         | 1987-12-20 | LD Alajuelense     | 1 | 3 | 0 |    |   |
| José Cubero         | 1987-02-14 | CS Herediano       | 1 | 2 | 0 |    |   |
| Álvaro Sánchez      | 1984-08-02 | AD San Carlos      | 1 | 2 | 0 |    |   |
| Yosimar Arias       | 1986-09-24 | Dorados de Sinaloa | 1 | 1 | 0 |    |   |
| Cristian Bolaños    | 1984-05-17 | FC København       | 1 | 1 | 0 |    |   |
| Esteban Granados    | 1985-10-25 | CS Cartaginés      | 1 | 1 | 0 |    |   |
| José Sánchez        | 1987-05-20 | CS Herediano       | 1 | 0 | 1 |    |   |
| Daniel Jiménez      | 1983-12-03 | CS Cartaginés      | 1 | 0 | 0 |    |   |
| Dave Myrie          | 1988-06-01 | Limón FC           | 1 | 0 | 0 |    |   |
| Diego Estrada       | 1989-05-25 | LD Alajuelense     | 0 | 3 | 0 |    |   |
| Fernando Paniagua   | 1988-09-09 | CD Saprissa        | 0 | 2 | 0 |    |   |
| Aanval              |            |                    |   |   |   |    |   |
| Bryan Ruiz          | 1985-08-18 | FC Twente          | 6 | 0 | 0 |    |   |
| Marco Ureña         | 1990-03-05 | LD Alajuelense     | 3 | 2 | 0 |    |   |
| Josué Martínez      | 1990-03-25 | CD Saprissa        | 2 | 5 | 1 |    |   |
| Juan Monge          | 1986-12-08 | Pérez Zeledón      | 2 | 4 | 0 |    |   |
| Diego Madrigal      | 1989-03-19 | CS Herediano       | 2 | 2 | 1 |    |   |
| Winston Parks       | 1981-10-12 | Khazar Lenkoran    | 2 | 1 | 1 |    |   |
| Álvaro Saborío      | 1982-03-25 | Real Salt Lake     | 2 | 0 | 1 |    |   |
| Ever Alfaro         | 1982-10-01 | CF Atlante         | 2 | 0 | 0 |    |   |
| Victor Núñez        | 1980-04-15 | CS Herediano       | 1 | 0 | 0 |    |   |
| Argenis Fernández   | 1987-04-03 | LD Alajuelense     | 0 | 2 | 0 |    |   |
| Esteban Ramírez     | 1987-02-02 | CS Herediano       | 0 | 1 | 0 |    |   |

FEDEFUTBOL · A-internationals · Selecties · Bondscoaches · Costa Ricaans vrouwenelftal · Costa Rica U21 · Costa Rica U20 · Costa Rica U19 · Costa Rica U18 · Costa Rica U17
1920 – 1949 ·
1950 – 1969 ·
1970 – 1979 ·
1980 – 1989 ·
1990 – 1999 ·
2000 – 2009 ·
2010 – 2019 ·
2020 − 2029
Copa América 1997 · 
Copa América 2001 · 
Copa América 2004 · 
Copa América 2011 · 
Copa América 2016
WK 1990 · 
WK 2002 · 
WK 2006 · 
WK 2014 · 
WK 2018
OS 1980 · 
OS 1984 · 
OS 2004
1921 · 
1922–1929 · 
1930 · 
1931–1934 · 
1935 · 
1936–1937 · 
1938 · 
1939 · 
1940 · 
1941 · 
1942 · 
1943 · 
1944–1945 · 
1946 · 
1947 · 
1948 · 
1949 · 
1950 · 
1951 · 
1952 · 
1953 · 
1954 · 
1955 · 
1956 · 
1957 · 
1958 · 
1959 · 
1960 · 
1961 · 
1962 · 
1963 · 
1964 · 
1965 · 
1966 · 
1967 · 
1968 · 
1969 · 
1970 · 
1971 · 
1972 · 
1973 · 
1974–1975 · 
1976 · 
1977–1978 · 
1979 · 
1980 · 
1981–1982 · 
1983 · 
1984 · 
1985 · 
1986 · 
1987 · 
1988 · 
1989 · 
1990 · 
1991 · 
1992 · 
1993 · 
1994 · 
1995 · 
1996 · 
1997 · 
1998 · 
1999 · 
2000 · 
2001 · 
2002 · 
2003 · 
2004 · 
2005 · 
2006 · 
2007 · 
2008 · 
2009 · 
2010 · 
2011 · 
2012 · 
2013 · 
2014 · 
2015 · 
2016 · 
2017 ·
2018 ·
2019 ·
2020 ·
2021 ·
2022 ·
2023 ·
2024
Argentinië ·
Aruba ·
Australië ·
Barbados ·
België ·
Belize ·
Bermuda ·
Bolivia ·
Bosnië en Herzegovina ·
Brazilië ·
Canada ·
Chili ·
China ·
Colombia ·
Cuba ·
Curaçao ·
Dominicaanse Republiek ·
Duitsland ·
Ecuador ·
El Salvador ·
Engeland ·
Finland ·
Frankrijk ·
Grenada ·
Griekenland ·
Guatemala ·
Guyana ·
Haïti ·
Honduras ·
Hongarije ·
Ierland ·
Iran ·
Italië ·
Jamaica ·
Japan ·
Joegoslavië ·
Kameroen ·
Marokko ·
Mexico ·
Nederland ·
Nederlandse Antillen ·
Nicaragua ·
Nieuw-Zeeland ·
Nigeria ·
Noord-Ierland ·
Noorwegen ·
Oekraïne ·
Oezbekistan ·
Oman ·
Oostenrijk ·
Panama ·
Paraguay ·
Peru ·
Polen ·
Puerto Rico ·
Qatar ·
Rusland ·
Saint Kitts en Nevis ·
Saint Vincent en de Grenadines ·
Saoedi-Arabië ·
Schotland ·
Servië ·
Slowakije ·
Sovjet-Unie ·
Spanje ·
Suriname ·
Trinidad en Tobago ·
Tsjechië ·
Tsjecho-Slowakije ·
Tunesië ·
Turkije ·
Uruguay ·
Venezuela ·
Verenigde Arabische Emiraten ·
Verenigde Staten ·
Wales ·
Zuid-Afrika ·
Zuid-Korea ·
Zweden ·
Zwitserland
Brazilië (2018) ·
China (2002) · 
Duitsland (2006) · 
Ecuador (2006) · 
Engeland (2014) · 
Griekenland (2014) · 
Italië (2014) ·
Nederland (2014) · 
Polen (2006) · 
Servië (2018) ·
Spanje (2022) ·
Turkije (2002) · 
Uruguay (2014) ·
Zwitserland (2018)